# Sphaerellothecium breussii
Sphaerellothecium breussii är en lavart som beskrevs av K. Knudsen, Kocourk. & Etayo 2009. Sphaerellothecium breussii ingår i släktet Sphaerellothecium och familjen Mycosphaerellaceae.   Inga underarter finns listade i Catalogue of Life.